# Steve Sidwell
Steve James Sidwell (Wandsworth, 14 december 1982) is een Engels voormalig betaald voetballer die bij voorkeur centraal op het middenveld speelde. Sidwell beëindigde zijn loopbaan als speler van Brighton & Hove Albion in 2018.

## Clubcarrière
Sidwell doorliep de jeugdopleiding van Arsenal, maar speelde er nooit in het eerste elftal. Na huurperiodes bij Brentford FC, KSK Beveren en Brighton & Hove Albion FC verkocht de club hem in 2003 aan Reading FC. Hier groeide hij uit tot aanvoerder en promoveerde hij met zijn team in het seizoen 2005-'06 voor het eerst in de clubgeschiedenis naar de Premier League. In juli 2007 stapte Sidwell transfervrij over naar Chelsea, waarvoor hij vijftien competitieduels in actie kwam. Een jaar later verhuist hij naar Aston Villa. Na drie seizoenen in Birmingham trok hij in januari 2011 naar Fulham. In 2014 ging hij naar Stoke City. Begin 2016 werd hij verhuurd aan Brighton & Hove Albion. In de zomer nam die club hem definitief over en in 2017 promoveerde hij met de club naar de Premier League.

## Statistieken
| Seizoen | Club                        | Land     | Competitie      | Wed. | Doelp. |
| ------- | --------------------------- | -------- | --------------- | ---- | ------ |
| 2001/02 | Arsenal FC                  | Engeland | Premier League  | 0    | 0      |
| 2001/02 | → Brentford FC              | Engeland | Second Division | 30   | 4      |
| 2002/03 | → KSK Beveren               | België   | Jupiler League  | 0    | 0      |
| 2002/03 | → Brighton & Hove Albion FC | Engeland | First Division  | 12   | 5      |
| 2002/03 | Reading FC                  | Engeland | First Division  | 13   | 2      |
| 2003/04 | Reading FC                  | Engeland | First Division  | 43   | 8      |
| 2004/05 | Reading FC                  | Engeland | Championship    | 44   | 5      |
| 2005/06 | Reading FC                  | Engeland | Championship    | 33   | 10     |
| 2006/07 | Reading FC                  | Engeland | Premier League  | 35   | 4      |
| 2007/08 | Chelsea FC                  | Engeland | Premier League  | 15   | 0      |
| 2008/09 | Aston Villa FC              | Engeland | Premier League  | 16   | 3      |
| 2009/10 | Aston Villa FC              | Engeland | Premier League  | 25   | 0      |
| 2010/11 | Aston Villa FC              | Engeland | Premier League  | 4    | 0      |
| 2010/11 | Fulham FC                   | Engeland | Premier League  | 12   | 2      |
| 2011/12 | Fulham FC                   | Engeland | Premier League  | 14   | 1      |
| 2012/13 | Fulham FC                   | Engeland | Premier League  | 28   | 4      |
| 2013/14 | Fulham FC                   | Engeland | Premier League  | 38   | 7      |
| 2014/15 | Stoke City FC               | Engeland | Premier League  | 12   | 0      |
| 2015/16 | Stoke City FC               | Engeland | Premier League  | 1    | 0      |
| 2015/16 | → Brighton & Hove Albion FC | Engeland | Championship    | 18   | 1      |
| 2016/17 | Brighton & Hove Albion FC   | Engeland | Championship    | 34   | 1      |
| 2017/18 | Brighton & Hove Albion FC   | Engeland | Premier League  | 0    | 0      |
| Totaal  | Totaal                      | Totaal   | Totaal          | 427  | 57     |

## Erelijst
| Kampioen Championship | 1x | 2005/06 |